# Oberdachstetten
Oberdachstetten település Németországban, azon belül Bajorországban. Lakosainak száma 1660 fő (2023. december 31.). Oberdachstetten Lehrberg és Colmberg községekkel határos.

## Népesség
A település népessége az elmúlt években az alábbi módon változott:
| Lakosok száma | 659  | 1172 | 1437 | 1249 | 1592 | 1549 | 1600 | 1626 | 1672 | 1660 |
|               | 1875 | 1950 | 1975 | 1987 | 2012 | 2014 | 2016 | 2017 | 2021 | 2023 |